# قناة شولارت

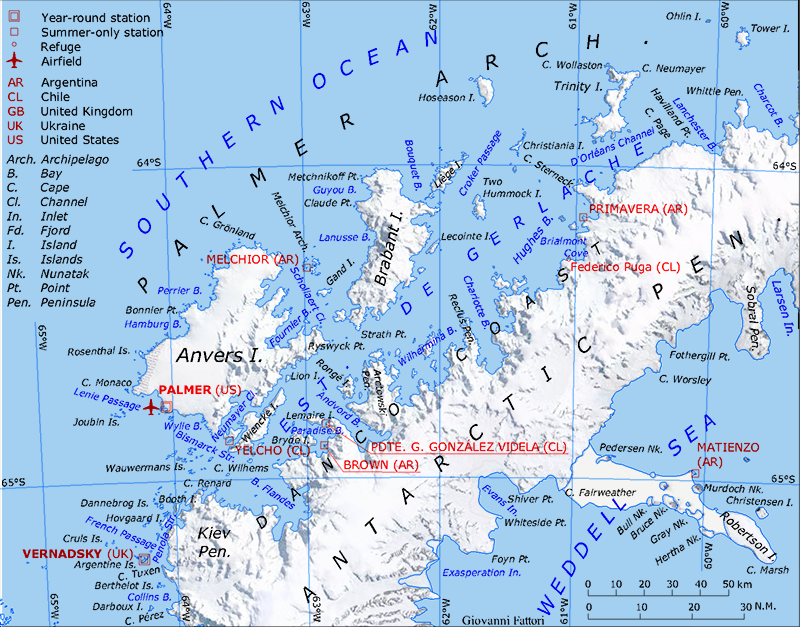
قناة شولارت

قناة شولارت هي قناة في القطب الجنوبي تقع بين جزيرة أنفريس في الجنوب الغربي وجزيرة برابانت في الشمال الشرقي، وتربط خليج دالمان ومضيق جيرلاش في أرخبيل بالمر. اكتشفت عام 1898 من قبل البعثة البلجيكية في أنتاركتيكا تحت قيادة أدريان دي جيرلاش الذي أطلق عليها هذا الأسم تيمنًا بفرانس شولارت رجل الدولة البلجيكي .